# Kälasjön (Bodsjö socken, Jämtland)
Kälasjön är en sjö i Bräcke kommun i Jämtland och ingår i Ljungans huvudavrinningsområde. Sjön har en area på 0,763 kvadratkilometer och ligger 379 meter över havet. Sjön avvattnas av vattendraget Kvarnbäcken.

## Delavrinningsområde
Kälasjön ingår i det delavrinningsområde (695338-145493) som SMHI kallar för Mynnar i Vaxsjöån. Medelhöjden är 424 meter över havet och ytan är 7,33 kvadratkilometer. Det finns inga avrinningsområden uppströms utan avrinningsområdet är högsta punkten. Kvarnbäcken som avvattnar avrinningsområdet har biflödesordning 4, vilket innebär att vattnet flödar genom totalt 4 vattendrag innan det når havet efter 245 kilometer. Avrinningsområdet består mestadels av skog (74 procent). Avrinningsområdet har 0,76 kvadratkilometer vattenytor vilket ger det en sjöprocent på 10,4 procent.